# Kurczatow (Rosja)
Kurczatow (ros. Курчатов) – miasto (szczególnego znaczenia dla rejonu) w zachodniej Rosji, w obwodzie kurskim. Jednocześnie jednostka administracyjna (okręg miejski) obwodu. Nazwa została nadana na cześć radzieckiego fizyka jądrowego Igora Kurczatowa.

## Geografia
Położona jest nad rzeką Sejm.

## Historia
Miasto zostało założone "na surowym korzeniu" z końcem lat 60. XX w. dla budowniczych położonej w pobliżu Kurskiej Elektrowni Jądrowej.

## Demografia
Na początku 1972 r. miasto liczyło 3,5 tys. mieszkańców, a na koniec 1976 r. przewidywano 20 tys. mieszkańców. W 2006 roku miasto miało 46,5 tys. mieszkańców.